# Campeonato Canadense de Futebol de 2014
O Campeonato Canadense de Futebol (ou oficialmente Amway Canadian Championship) de 2014, foi um campeonato de futebol organizado pela Federação Canadense de Futebol. Foi disputada nas cidades de Edmonton, Montreal, Ottawa, Toronto e Vancouver. Pela primeira vez na história do campeonato o Ottawa Fury disputou a competição, junto com o FC Edmonton, Montreal Impact, Toronto FC e o Vancouver Whitecaps. Como campeão, o Montreal Impact entrou na fase de grupos da Liga dos Campeões da CONCACAF de 2014–15. Esta foi a sétima edição da competição.

## Partidas
Os times foram colocados nas chaves baseado nos resultados na temporada 2013. Os três times da Major League Soccer foram colocados como números 1, 2 e 3 baseado em seus resultados na Temporada 2013 da MLS. O vencedor da fase preliminar que será disputada entre FC Edmonton e Ottawa Fury será colocado como número 4 no chaveamento.
As partidas serão disputadas no sistema de ida e volta com a aplicação da regra do gol fora de casa.
|  | Fase preliminar |             |   |   |   |
|  |                 |             |   |   |   |
|  |                 | Ottawa Fury | 0 | 1 | 1 |
|  |                 | FC Edmonton | 0 | 3 | 3 |

|  | Semifinais          | Semifinais | Semifinais | Semifinais |   |                 | Final | Final | Final | Final |
|  |                     |            |            |            |   |                 |       |       |       |       |
|  | Montreal Impact     | 1          | 4          | 5          |   |                 |       |       |       |       |
|  | FC Edmonton         | 2          | 2          | 4          |   |                 |       |       |       |       |
|  | FC Edmonton         | 2          | 2          | 4          |   | Montreal Impact | 1     | 1     | 2     |       |
|  |                     |            |            |            |   | Montreal Impact | 1     | 1     | 2     |       |
|  |                     | Toronto FC | 1          | 0          | 1 |                 |       |       |       |       |
|  | Vancouver Whitecaps | Toronto FC | 1          | 0          | 1 | 1               | 2     | 3 (3) |       |       |
|  | Vancouver Whitecaps |            |            |            |   | 1               | 2     | 3 (3) |       |       |
|  | Toronto FC (pen.)   | 2          | 1          | 3 (5)      |   |                 |       |       |       |       |

### Fase preliminar

#### Partida de ida
| 23 de abril   | Ottawa Fury                                 | 0 – 0     | FC Edmonton                | Estádio Keith Harris, Ottawa         |
| 19:30 (UTC−6) | Beckie 33' Dantas 51' Davies 70' Mayard 80' | Relatório | Edward 28' Tomi Ameobi 72' | Público: 2 411 Árbitro: Geoff Gamble |

#### Partida de volta
| 30 de abril   | FC Edmonton                                                 | 3 – 1     | Ottawa Fury           | Estádio Clarke, Edmonton             |
| 19:30 (UTC−6) | Edward 24' · Fordyce 30', 61', 62' · Jones 34' · Boakai 48' | Relatório | Ryan 40' · Dantas 90' | Público: 2 001 Árbitro: Drew Fischer |

### Semifinais

#### Partidas de ida
| 7 de maio     | Toronto FC                                    | 2 – 1     | Vancouver Whitecaps                            | BMO Field, Toronto                        |
| 19:30 (UTC−4) | Defoe 28' · Bradley 28', 89' · De Rosario 90' | Relatório | Mitchell 48' · Reo-Coker 60' · Manneh 90', 90' | Público: 22 591 Árbitro: Mathieu Bourdeau |

| 7 de maio     | FC Edmonton                                         | 2 – 1     | Montreal Impact                         | Estádio Clarke, Edmonton                |
| 19:30 (UTC−6) | Jones 45' · Moses 55' · Tomi Ameobi 60' · Nonni 90' | Relatório | Camara 41' · McInerney 56' · Pearce 82' | Público: 1 946 Árbitro: Silviu Petrescu |

#### Partidas de volta
| 14 de maio    | Montreal Impact                                         | 4 – 2     | FC Edmonton                                                       | Estádio Saputo, Montreal              |
| 19:30 (UTC−4) | McInerney 10', 17' · Brovsky 47' · Bernier 90+5' (pen.) | Relatório | Edward 45+3' · Jonke 67', 70' (pen.) · Boakai 79' · Hlavaty 90+5' | Público: 12 826 Árbitro: Drew Fischer |

Montreal Impact venceu por 5–4 no placar agregado.
| 14 de maio    | Vancouver Whitecaps                                           | 2 – 1 (pro) | Toronto FC                                         | Estádio BC Place, Vancouver          |
| 19:30 (UTC−7) | Mitchell 29' · Hurtado 43' · Salgado 79' · Morales 86' (pen.) | Relatório   | Henry 4', 58' · Bekker 16' · Orr 89' · Bloom 90+3' | Público: 18 470 Árbitro: Dave Gantar |

|                               |       | Penalidades                                  |  |
| Laba Manneh Fernández Teibert | 3 – 5 | Orr Moore De Rosario Bradley Nakajima-Farran |  |

3–3 no placar agregado. Toronto FC venceu por 5–3 na disputa por pênaltis.

### Final

#### Partida de ida
| 28 de maio    | Toronto FC          | 1 – 1     | Montreal Impact        | BMO Field, Toronto                       |
| 19:30 (UTC−4) | Henry 20' · Rey 35' | Relatório | Mapp 73' · Lefèvre 83' | Público: 18 269 Árbitro: Silviu Petrescu |

#### Partida de volta
| 4 de junho    | Montreal Impact | 1 – 0     | Toronto FC | Estádio Saputo, Montreal              |
| 19:30 (UTC−4) | Felipe 90+1'    | Relatório |            | Público: 13 423 Árbitro: David Gantar |

Montreal Impact venceu por 2–1 no agregado.

## Premiação
| Campeonato Canadense de Futebol de 2014 |
| Quebec                                  |
| --------------------------------------- |
| Montreal Impact Campeão (3º título)     |